# Georges-Jean Arnaud
Georges-Jean Arnaud (3. července 1928 Saint-Gilles du Gard, Francie – 26. dubna 2020) byl francouzský spisovatel.
Jde o autora bezmála 400 knih různých žánrů: špionážních thrillerů, dobrodružných románů, historických románů, detektivek, sci-fi, hororové literatury aj. Svá díla publikoval i pod pseudonymy Gil Darcy, Saint-Gilles, Georges Murey, Ugo Solenza a dalšími.
Za svoji tvorbu se dočkal řady ocenění, např. Prix du Quai des Orfèvres v roce 1952 za knihu Ne tirez pas sur l'inspecteur, Zlatou palmu v roce 1966 za špionážní román Les égarés, cenu Apollo v roce 1988 za ságu Ledová společnost, aj.

## Dílo

### Série
- Ledová společnost, více než osmdesátidílná postapokalyptická sci-fi sága z Nové doby ledové. Za toto dílo obdržel G. J. Arnaud v roce 1988 literární cenu Apollo. Sága je rozdělena do tří sérií:

Ledová společnost (La Compagnie des Glaces)
Kronika Ledové společnosti (Chroniques Glaciaires)
Ledová společnost: Nová epocha (La Compagnie des Glaces: Nouvelle Epoque)
- Chroniques de la Longue Séparation – (anglicky Chronicles of the Long Separation), trilogie vydaná francouzským vydavatelem Fleuve Noir (scifi edice Anticipation). Skupinka lidí ze ztracené kolonie Mara, jež se navrátila k feudalismu, znovuobjeví svůj původ a vydává se na cestu vesmírem s cílem najít Zemi. První díl trilogie se jmenuje Les Croisés de Mara (anglicky The Crusaders Of Mara).
- Luc Ferran – série 16 špionážních románů napsaných v letech 1963 – 1969 pro vydavatele L'Arabesque pod pseudonymem "Gil Darcy".
- Le Commander – série asi 30 špionážních románů napsaných v letech 1967 – 1980 pro francouzského vydavatele Fleuve Noir (edice Espionnage).
- La Compagnie des Glaces (česky Ledová společnost, anglicky The Ice Company) – rozsáhlá postapokalyptická sci-fi sága.
- Marion – série 15 historických románů napsaná v letech 1974 – 1976 pro vydavatele Euredif (edice Aphrodite) pod pseudonymem "Ugo Solenza".
- Pascal – série 18 erotických románů pro vydavatele Euredif (edice Aphrodite) pod pseudonymem "Ugo Solenza".

### Samostatná díla
- Mzda za strach (francouzsky Le salaire de la peur) – dobrodružný román, česky poprvé vyšel v roce 1955. Příběh se odehrává v Guatemale. Kvůli špatným bezpečnostním opatřením začnou hořet ropné vrty. Je pouze jeden způsob, jak je uhasit - prudký výbuch velkého množství nitroglycerinu. Tuto třaskavou látku mají přivézt ve dvou vozidlech čtyři muži, zoufalci, pro něž je slíbená odměna poslední životní šancí, jak se dostat pryč z této bezútěšné země. Román byl zfilmován pod názvem Mzda strachu.[1]
- Krkolomný sráz
- Peklo ponížených
- Rafinovaný zločin